# Borocookéite
La borocookéite est un minéral de la classe des silicates, qui appartient au groupe des chlorites. Il a été nommé d'après sa composition et sa relation avec la cookéite.

## Caractéristiques
La borocookéite est un silicate de formule chimique Li1+3xAl4-x(BSi3O10)(OH)8. Il a été approuvé comme espèce valide par l'Association internationale de minéralogie en 2000. Sa dureté sur l'échelle de Mohs est de 3.

## Classification
Selon la classification de Nickel-Strunz, la borocookéite appartient à "09.EC - Phyllosilicates avec des feuillets de mica, composés de réseaux tétraédriques et octaédriques", avec les minéraux suivants du groupe 09.EC.55 :
| Minéral            | Formule                                | Groupe ponctuel                 | Groupe d'espace |
| ------------------ | -------------------------------------- | ------------------------------- | --------------- |
| Baileychlore       | (Zn,Al)3[Fe2Al][Si3AlO10](OH)8         | 1 ou 1                          | C1 ou C1        |
| Borocookéite       | Li1+3xAl4-x(BSi3)O10(OH,F)8 (x ≤ 0,33) | 2/m                             | C2/m            |
| Clinochlore        | (Mg,Fe)5Al(Si3Al)O10(OH)8              | 2/m                             | C2/m            |
| Cookéite           | LiAl4(Si3Al)O10(OH)8                   | 1, 2 ou 2/m                     | C1, C2 ou Cc    |
| Donbassite         | Al2[Al2,33][Si3AlO10](OH)8             | 2/m                             | C2/m            |
| Franklinfurnacéite | Ca(Fe,Al)Mn4Zn2Si2O10(OH)8             | 2                               | C2              |
| Glagolevite        | NaMg6[Si3AlO10](OH,O)8·H2O             | 1                               | C1              |
| Gonyérite          | Mn3[Mn3Fe][(Si,Fe)4O10](OH,O)8         | orthorhombique pseudo-hexagonal | inconnu         |
| Nimite             | (Ni,Mg,Fe)5Al(Si3Al)O10(OH)8           | 2/m                             | C2/m            |
| Odinite            | (Fe,Mg,Al,Fe,Ti,Mn)2,5(Si,Al)2O5(OH)4  | m                               | Cm              |
| Orthochamosite     | (Fe,Mg,Fe)5Al(Si3Al)O10(OH,O)8         | orthorhombique pseudo-hexagonal | inconnu         |
| Pennantite         | Mn5Al(Si3Al)O10(OH)8                   | 2/m                             | C2/m            |
| Sudoïte            | Mg2(Al,Fe)3Si3AlO10(OH)8               | 2/m                             | C2/m            |

## Formation et gisements
Il a été découvert dans le filon de pegmatite Sosedka, un dépôt de tourmaline situé dans le champ de pegmatites de Malkhan, dans le village de Krasnyi Chikoy (Kraï de Transbaïkalie, Russie). C'est le seul endroit de la planète où ce minéral a été décrit.